# جوزيف أ. جريناواي جونيور
جوزيف أ. جريناواي جونيور (بالإنجليزية: Joseph A. Greenaway, Jr.)‏ هو قاضي ومحامي أمريكي، ولد في 16 نوفمبر 1957 في لندن في المملكة المتحدة.